# 张蕾 (1987年)
张蕾（1987年—），中国贵州省铜仁市印江土家族苗族自治县人，土家族，中共党员。2007年8月起，就读于铜仁学院中文系，后留校工作至今。因带着双目失明、疾病缠身的父亲上大学的事迹引发舆论关注和媒体报道，张蕾也因此被授予中国青年五四奖章、获得“第三届全国孝老爱亲模范”、“中国全国道德模范”等称号。